# Michael Muck
Michael Muck (Bad Mergentheim, Baden-Württemberg, 18 d'abril de 1984) fou un ciclista alemany que competí de 2004 a 2006.

## Palmarès
- 2005
  - 1r a la Stuttgart–Estrasburg